# Luis Marín (kostarykański piłkarz)
Luis Antonio Marín Murillo (ur. 10 sierpnia 1974 w San José) – kostarykański piłkarz występujący na pozycji środkowego obrońcy, trener piłkarski.
W barwach narodowych wystąpił 128 razy. 14 lipca 2004 roku w spotkaniu z Chile zaliczył swój setny występ w kadrze. Wraz z reprezentacją wystąpił na Mistrzostwach Świata 2002 i 2006 roku oraz Copa América 2004 i 2001.